# (166229) Palanga
(166229) Palanga ist ein Asteroid des inneren Hauptgürtels, der von dem litauischen Astronomen Kazimieras Černis am 17. März 2002 am Astronomischen Observatorium Molėtai im nordostlitauischen Molėtai im Bezirk Utena (IAU-Code 152) entdeckt wurde.
Mittlere Sonnenentfernung (große Halbachse), Exzentrizität und Neigung der Bahnebene des Asteroiden entsprechen in etwa der Vesta-Familie, einer großen Gruppe von Asteroiden, benannt nach (4) Vesta, dem zweitgrößten Asteroiden und drittgrößten Himmelskörper des Hauptgürtels.
(166229) Palanga wurde am 6. August 2009 nach dem litauischen Seebad Palanga benannt.